# Monochamus alternatus
Monochamus alternatus — вид жуков подсемейства ламиин (Lamiinae) из семейства усачей (Cerambycidae). Он был описан Фредериком Уильямом Хоупом в 1842 году. Известен из Гонконга, Вьетнама, Лаоса, Северной Кореи, Южной Кореи, Японии, Китая и Тайваня. Питается Pinus banksiana, Abies firma, Pinus armandii, Pinus massoniana и Pinus densiflora. Он служит переносчиком нематоды Bursaphelenchus xylophilus.